# Eblisia vitalisi
Eblisia vitalisi är en skalbaggsart som först beskrevs av Desbordes 1919.  Eblisia vitalisi ingår i släktet Eblisia och familjen stumpbaggar. Inga underarter finns listade i Catalogue of Life.